# 英式奶油茶点
英式奶油茶点（英語：Cream tea、Devonshire tea），或直譯為奶油茶，是一種以茶、司康餅、凝脂奶油和果醬組合的下午茶。